# Viktor Modzalevskij
Viktor Igorevitj Modzalevskij (ryska: Виктор Игоревич Модзолевский), född den 13 april 1943 i Aqtöbe i Kazakiska SSR i Sovjetunionen (nu Kazakstan), död 20 november 2011 i Tula oblast, var en sovjetisk fäktare.
Han tog OS-brons i herrarnas lagtävling i värja i samband med de olympiska fäktningstävlingarna 1972 i München.